# Тонко
Тонко (итал. Tonco) је насеље у Италији у округу Асти, региону Пијемонт.
Према процени из 2011. у насељу је живело 769 становника. Насеље се налази на надморској висини од 258 м.

## Становништво
Према резултатима пописа становништва 2011. у општини је живело 899 становника.
| 1931. | 1936. | 1951. | 1961. | 1971. | 1981. | 1991. | 2001. | 2011. |
| ----- | ----- | ----- | ----- | ----- | ----- | ----- | ----- | ----- |
| 1.713 | 1.633 | 1.329 | 1.190 | 1.022 | 947   | 919   | 891   | 899   |